# Euchionellus zanzibaricus
Euchionellus zanzibaricus is een keversoort uit de familie schimmelkevers (Latridiidae). De wetenschappelijke naam van de soort werd in 1887 gepubliceerd door Marie Joseph Paul Belon.
Het diertje wordt ongeveer 1 millimeter groot. De soort komt van nature voor in het Afrotropisch, Oriëtnaals en Australaziatisch gebied. In Europa is de soort in Polen en Duitsland geïntroduceerd geraakt.